# Sovolusky (Košík)
Sovolusky je vesnice v okrese Nymburk, je součástí obce Košík. Nachází se asi 1,4 km na severozápad od Košíku. Nedaleko vesnice pramení Savoluský potok. Je zde evidováno 23 adres.

## Historie
První písemná zmínka o vesnici pochází z roku 1541.